# دونگالا
دونگالا (به لاتین: Donggala Regency) در استان سولاوسی مرکزی اندونزی واقع شده‌است. پایتخت دونگالا، باناوا است که در فاصله ۳۰ دقیقه (۳۴ کیلومتری) شمال پالو پایتخت استان قرار دارد. دونگالا ۱۳٬۵۹۳٫۵ کیلومتر مربع مساحت و ۲۷۷٬۲۳۶ نفر جمعیت دارد.